# 214型潜水艦
214型潜水艦 (U-Boote der Klasse 214) はドイツのホヴァルツヴェルケ＝ドイツ造船（HDW）により開発された輸出用の通常動力型潜水艦。

## 概要
ドイツ本国向け（但しイタリアも採用を許されている）の212型の準同型艦だが、排水量がより大きく、耐航性を強化している。
燃料電池方式の非大気依存推進機関を搭載しており、水面に浮上しなくても約2週間にわたり潜航作戦が可能とされている。
流線型のセイルやX字潜舵を採用した独特なスタイルの212型とは異なり、流線型のセイルこそ採用したが他はベストセラー輸出潜水艦である209型に近い保守的な外観である。

## 輸出

### ギリシャ
2000年2月15日、ギリシャ海軍と3隻を建造する契約を結び、2002年6月に4隻目の注文を受けた。最初の船はキールのHDWで建造され、残りはアテネのヘレニック造船所が建造する。しかし、この1番艦の試験では水漏れなどの深刻な問題が発生しており、ギリシャ側が引き受けを拒否する事態となった。
2008年にドイツ連邦国防省によって1番艦「パパニコリス」に問題がないことが発表され、209型潜水艦の近代化改修に代わって合計で6隻の214型を建造する契約が結ばれた。パパニコリスを除いてギリシャの造船会社でライセンス生産され、2010年11月2日に「パパニコリス」はギリシャ海軍へ引き渡された。
2025年4月2日、キリアコス・ミツォタキス首相はギリシャ海軍の潜水艦部隊を近代化すると発表した。海軍高官によると、パパニコリス級4隻には搭載魚雷のSUT Mod 0からDM2A4 SeaHake Mod4への変更、戦闘システムを改修、魚雷対抗システムの搭載などが行われるという。

### 韓国
韓国は3隻の214型を発注し、同国の現代重工業で建造している。
また、追加で6隻を建造することも決定した。
2006年6月9日に1番艦の「孫元一」が進水したものの、スクリューが発生する騒音が大きく推進軸を交換することになった。2007年6月13日に2番艦の「鄭地」が進水。2008年6月4日に3番艦の「安重根」が進水し2009年12月1日就役した。
2011年、韓国メーカーがライセンス生産した艦橋と甲板をつなぐボルトに欠陥があったため、本艦級が運用停止措置にされていたことが判明した。ドイツのHDW社から技術者を呼び、2010年6月から2011年2月にかけて改善工事をし、この問題は解決したという。
2012年11月、1番艦の「孫元一」が2011年4月より、原因不明の騒音のため修理を実施していることが明らかになった。ドイツより技術陣を呼び対策を行っているが、20ヶ月経った時点でも解決しなかった。
2014年10月、韓国SBSは、本来なら孫元一級は数週間海中で作戦行動を行なえる性能を有しているはずにもかかわらず、実際には燃料電池の不具合から連続潜航が可能な期間は数日に過ぎなかったと報じた。孫元一級3隻の燃料電池は、海軍が購入する前からすでに不具合が判明していたにもかかわらず海軍はこれを3隻購入し、その後も燃料電池は102回も停止したという。防衛事業庁は進水してから6年が経過した2013年、燃料電池の冷却システムに問題を見つけ、2014年上半期に修理を終えたと明らかにし、同年10月から燃料電池が深海で10日以上動作するか再検証する予定だという。
2015年9月、海軍に引き渡された4番艦までの全ての艦の水中騒音が基準値より40デシベル超過していたことが判明した。解決の見込みが立っていないため以降に引き渡す潜水艦についても作戦要求性能に水中騒音基準を含ませていないことが判明した。また、韓国メーカーが製作した3番艦「安重根」のスクリューに151個の亀裂が発生していたことが2014年9月の段階で判明していたことが発覚した。

### ポルトガル
ポルトガルのトリデンテ級（209PN型）は、名称こそ209型だが214型に準じ類似点も多いことから214型の派生型と見る向きが多い。

### トルコ
2009年7月に、トルコ海軍はHDWに対して6隻を発注。部品はドイツのHDWで製造された上で舶送され、トルコ国内の海軍基地であるギョルジュク海軍工廠にて組み立てるノックダウン建造方式で行われる。2024年8月25日、1番艦が就役した。

### パキスタン
パキスタン海軍は、2008年に214型潜水艦3隻をパキスタン国内で建造する計画について交渉していた。HDWの担当者はIDEAS2008において、契約は95パーセントまで進んでいると述べていた。1番艦は建造契約に合意後、64ヶ月でパキスタン海軍に引き渡される予定であったが、契約の締結は2年以上先延ばしにされた後に破棄され、パキスタンは中国船舶重工国際貿易有限公司と新たに設計される潜水艦の導入について新しい交渉を開始した。

## 同型艦

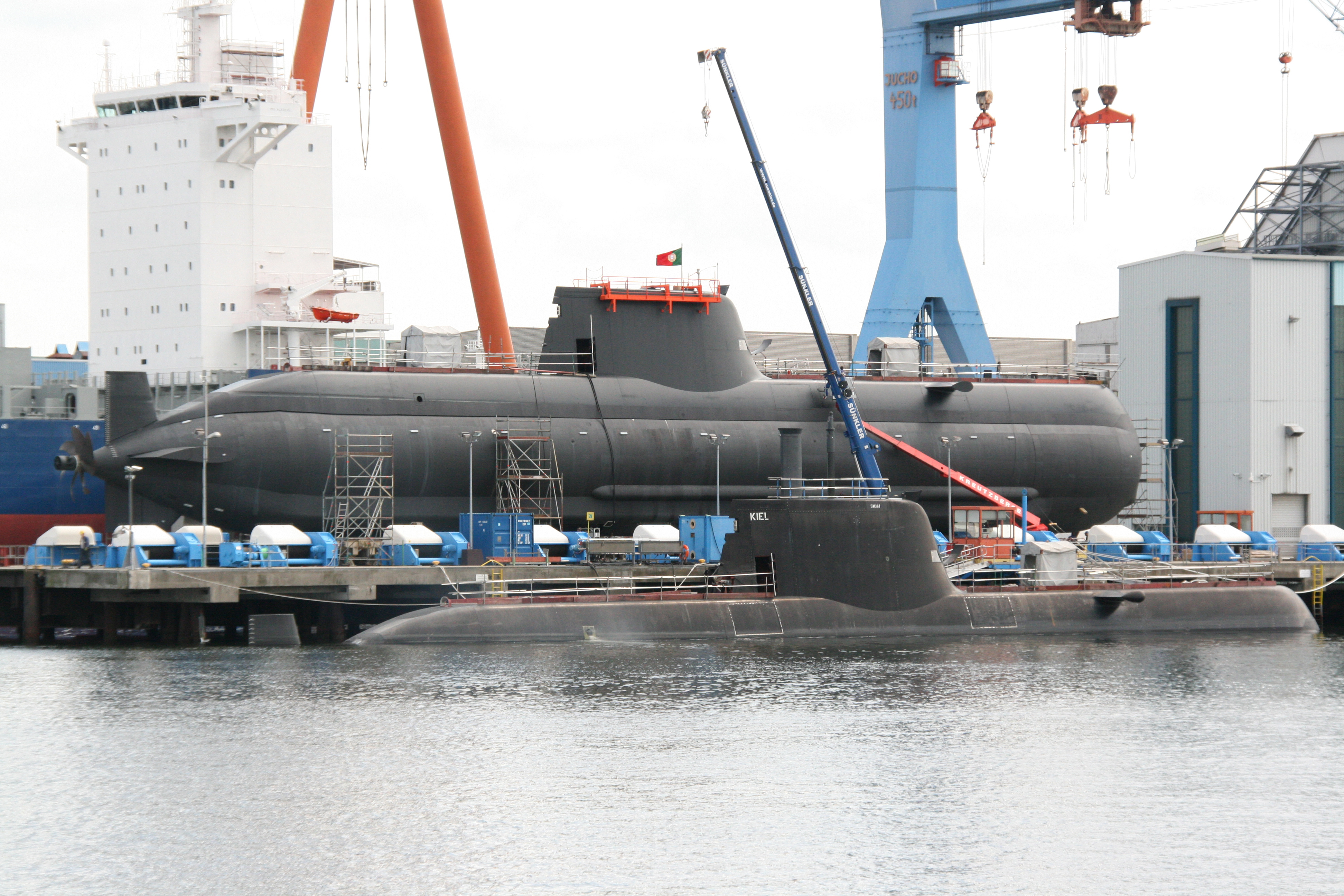
S-160トリデンテ（船台上）とS 120パパニコリス

| 運用国                                 | #      | 艦名                                | 建造所               | 起工           | 進水            | 就役            |
| -------------------------------------- | ------ | ----------------------------------- | -------------------- | -------------- | --------------- | --------------- |
| ギリシャ海軍                           | S 120  | パパニコリス Papanikolis            | HDW                  | 2001年 2月     | 2004年 4月      | 2005年 10月     |
| ギリシャ海軍                           | S 121  | ピピノス Pipinos                    | ヘレニック造船所     | 2003年 2月     | 2006年 11月     | 2008年 7月      |
| ギリシャ海軍                           | S 122  | マトロゾス Matrozos                 | ヘレニック造船所     | 2004年 2月     | 2007年 11月     | 2009年 7月      |
| ギリシャ海軍                           | S 123  | カタソニス Katsonis                 | ヘレニック造船所     | 2005年         | 2007年          | 2010年 7月      |
| 大韓民国海軍 · 孫元一級                | SS-072 | 孫元一 Son Won-il                   | 現代重工業           | 2002年 10月    | 2006年 6月9日   | 2007年 12月27日 |
| 大韓民国海軍 · 孫元一級                | SS-073 | 鄭地 Jeong ji                       | 現代重工業           | 2004年         | 2007年 6月13日  | 2008年 12月2日  |
| 大韓民国海軍 · 孫元一級                | SS-075 | 安重根 An Jung-geun                 | 現代重工業           |                | 2008年 6月4日   | 2009年 12月1日  |
| 大韓民国海軍 · 孫元一級                | SS-076 | 金佐鎮 Kim Chwa-chin                | 大宇造船海洋         | 2009年         | 2013年 8月13日  | 2014年 12月30日 |
| 大韓民国海軍 · 孫元一級                | SS-077 | 尹奉吉 Yoon Bong-gil                | 現代重工業           | 2010年         | 2014年 7月3日   | 2016年 6月21日  |
| 大韓民国海軍 · 孫元一級                | SS-078 | 柳寛順 Ryu Gwan-sun                 | 大宇造船海洋         | 2011年         | 2015年 5月7日   | 2017年 7月10日  |
| 大韓民国海軍 · 孫元一級                | SS-079 | 洪範図 Hong Beom-do                 | 現代重工業           | 2012年         | 2016年 4月5日   | 2018年 1月23日  |
| 大韓民国海軍 · 孫元一級                | SS-081 | 李範奭 Lee Beom-seok                | 大宇造船海洋         | 2013年         | 2016年 11月8日  | 2019年 5月13日  |
| 大韓民国海軍 · 孫元一級                | SS-082 | 申乭石 Shin Dol-seok                | 現代重工業           | 2014年         | 2017年 9月7日   | 2020年 1月31日  |
| ポルトガル海軍 · トリデンテ級(209PN型) | S-160  | トリデンテ NRP Tridente             | HDW                  | 2005年         |                 | 2010年 1月      |
| ポルトガル海軍 · トリデンテ級(209PN型) | S-161  | アルパオン NRP Arpão                | HDW                  | 2005年         |                 | 2010年 12月     |
| トルコ海軍 · レイース級                | S 330  | ピーリー・レイース TCG Piri Reis    | ギョルジュク海軍工廠 | 2015年 10月    | 2019年 12月22日 | 2024年8月25日   |
| トルコ海軍 · レイース級                | S 331  | フズル・レイース TCG Hızır Reis     | ギョルジュク海軍工廠 |                |                 |                 |
| トルコ海軍 · レイース級                | S 332  | ムラト・レイース TCG Murat Reis     | ギョルジュク海軍工廠 | 2018年 2月25日 | 2025年 5月29日  |                 |
| トルコ海軍 · レイース級                | S 333  | アイドゥン・レイース TCG Aydın Reis | ギョルジュク海軍工廠 | 2019年         |                 |                 |
| トルコ海軍 · レイース級                | S 334  | TCG Seydiali Reis                   | ギョルジュク海軍工廠 | 2020年         |                 |                 |
| トルコ海軍 · レイース級                | S 335  | TCG Selman Reis                     | ギョルジュク海軍工廠 | 2022年         |                 |                 |